# Trochulus striolatus
Trochulus striolatus е вид охлюв от семейство Hygromiidae. Видът не е застрашен от изчезване.

## Разпространение и местообитание
Разпространен е в Австрия, Великобритания (Северна Ирландия), Германия, Ирландия, Нидерландия, Словакия, Унгария, Франция и Швейцария.
Обитава гористи местности, градини и храсталаци.

## Описание
Популацията на вида е стабилна.